# Dwm
dwm (Dynamic Window Manager) ist ein in der Programmiersprache C geschriebener Fenstermanager für das X Window System. Seine Entwicklung begann Mitte 2006. Initiator ist der Gründer und Hauptentwickler von WMII, dem nach eigenen Angaben WMII im Laufe der Entwicklung zu „klobig“ wurde.
DWM stellt eine einfache Fensterverwaltung mit dynamisch anwendbaren Layouts je nach Bedarf des anzuzeigenden X-Programms zur Verfügung. Die Konfiguration von DWM ist ausschließlich durch Anpassung des wenig mehr als 2000 Zeilen umfassenden Quelltextes möglich, was DWM besonders schnell und sicher machen soll, und die Anpassung vereinfacht, da keine speziellen Sprachen erlernt werden müssen.
In seiner Grundkonfiguration verfügt DWM über drei Layoutmodi:
- Das Tiling-Layout, in dem die Fenster automatisch in Kacheln angeordnet werden.
- Das Monocle-Layout, in dem nur das oberste Fenster sichtbar ist und die gesamte Fläche einnimmt.
- Das Floating-Layout, in dem sich DWM wie ein herkömmlicher Fenstermanager verhält, bei dem die Fenster mit der Maus verschoben, vergrößert und verkleinert werden.[6]

Es existieren zahlreiche Patches, mit denen man DWM konfigurieren kann.
DWM-Portierungen existieren für Microsoft Windows und für textbasierte Terminals. Außerdem regte DWM mehrere Neuimplementierungen und Abspaltungen an, um eigene bzw. den philosophischen Leitgedanken widersprechende „Features“ weiterzuführen.